# Lizardo Rodríguez Nué
Lizardo Rodríguez Nué (* 30. August 1910 in Peru; † unbekannt) war ein peruanischer Fußballspieler. Er nahm an der ersten Fußball-Weltmeisterschaft 1930 in Uruguay teil.

## Karriere
Der Stürmer spielte auf Vereinsebene in der Hauptstadt Lima für den Club Sport Progreso aus dem Stadtbezirk Rímac sowie für Sportivo Tarapacá Ferrocarril.
Er nahm an der Südamerikameisterschaft 1929 in Argentinien teil, bei der Peru den vierten Platz belegte, wurde aber nicht eingesetzt.
Bei der Weltmeisterschaft 1930 stand er im Aufgebot Perus.  Im ersten Gruppenspiel der Vorrunde gegen Rumänien wurde er beim Stand von 1:2 aus Sicht von Peru in der 80. Spielminute für Linksaußen Luis Souza eingewechselt. Dies war nach dem damals geltenden Reglement zwar nicht erlaubt, wurde jedoch vom chilenischen Schiedsrichter Alberto Warnken und dessen Assistenten John Langenus und Francisco Mateucci nicht bemerkt. Somit gilt Rodríguez Nué als erster Einwechselspieler in der Geschichte der Fußball-Weltmeisterschaft. Peru konnte von dieser Aktion jedoch nicht profitieren und verlor das Spiel mit 1:3.
Rodríguez Nué spielte am 13. Januar 1935 im Rahmen der  Südamerikameisterschaft 1935 gegen Uruguay.